# Chesiadodes fusca
Chesiadodes fusca là một loài bướm đêm trong họ Geometridae.